# Mégane
Mégane ist ein moderner französischer weiblicher Vorname. Er geht ursprünglich auf das altgriechische Wort margarita (μαργαρίτα, „Perle“) zurück. 
Bevor Renault einem Serien-PKW in den 1990er Jahren die Bezeichnung Mégane gab, war der Vorname in Frankreich recht beliebt.
Eine prominente Trägerin des Vornamens ist die französische Handballspielerin Mégane Vallet (* 1989).